# 小行星6507
小行星6507是一颗围绕太阳公转的小行星。1982年8月18日，茲丹卡·瓦弗洛娃在克萊季发现了此天体。
这颗小行星的绝对星等为96.43687868854313等。